# Елементи основної групи

Періодична система хімічних елементів. Стовпці представляють групи. Групи 1, 2 і 13-18 складають основну групу. Іноді групи 3 і 12, а також лантаноїди та актиноїди (два ряди внизу) також включаються в основну групу.

У хімії та атомній фізиці основною групою — є група елементів (їх іноді називають репрезентативними елементами), найлегші члени яких представлені гелієм,  літієм,  берилієм, бором,  вуглецем, азотом,  киснем і фтором, розташованими в періодичній системі Менделєєва. Основна група включає елементи (за винятком водню, який іноді не включається) груп 1 і 2 (s-блок) і груп 13-18 (p-блок). Елементи s-блоку переважно характеризуються одним основним ступенем окислення, а елементи p-блоку, коли вони мають кілька ступенів окислення, часто мають загальні ступені окислення, розділені двома одиницями.